# Дорога (фільм, 1961)
«Дорога» — радянський художній фільм Степана Кеворкова, знятий в 1961 році на кіностудії «Вірменфільм».

## Сюжет
Двоє друзів, Бенік і Айк, після закінчення школи пішли різними шляхами: Айк вступив до інституту, а Бенік став «робити гроші» на купленому ним «Москвичі». І мало не опинився втягнутим в злочин.

## У ролях
- Георгій Демуров — Бенік
- Артавазд Пашаян — Тигран
- Н. Демурян — Назік
- Георгій Акопян — Гарегін
- Ерванд Казанчян — Айк
- Майра Паронікян — Сатенік
- Хорен Абрамян — Сев Габо
- Сос Саркісян — Даян
- Ашот Нерсесян — Маркос
- Карен Джанібекян — епізод
- Татул Ділакян — епізод
- Варвара Карапетян — епізод
- Верджалуйс Міріджанян — епізод
- Олена Пашинян — епізод
- Жанна Товмасян — епізод

## Знімальна група
- Режисер — Степан Кеворков
- Сценаристи — Грант Багразян, Арнольд Агабабов
- Оператор — Іван Ділдарян
- Композитор — Едгар Оганесян
- Художник — Степан Андранікян